# Kubuś (samochód pancerny)

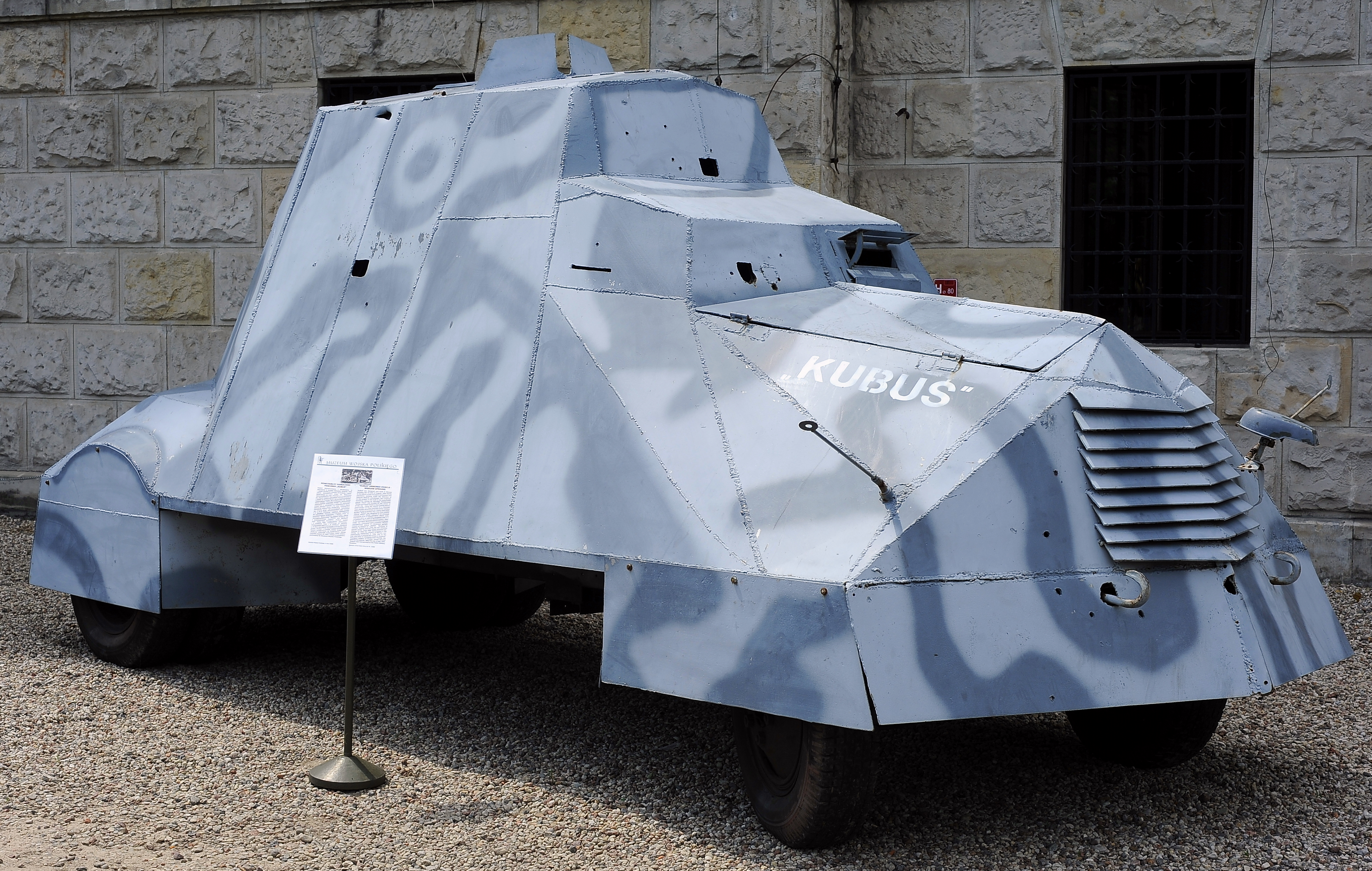
Oryginał pojazdu w Muzeum Wojska Polskiego w Warszawie

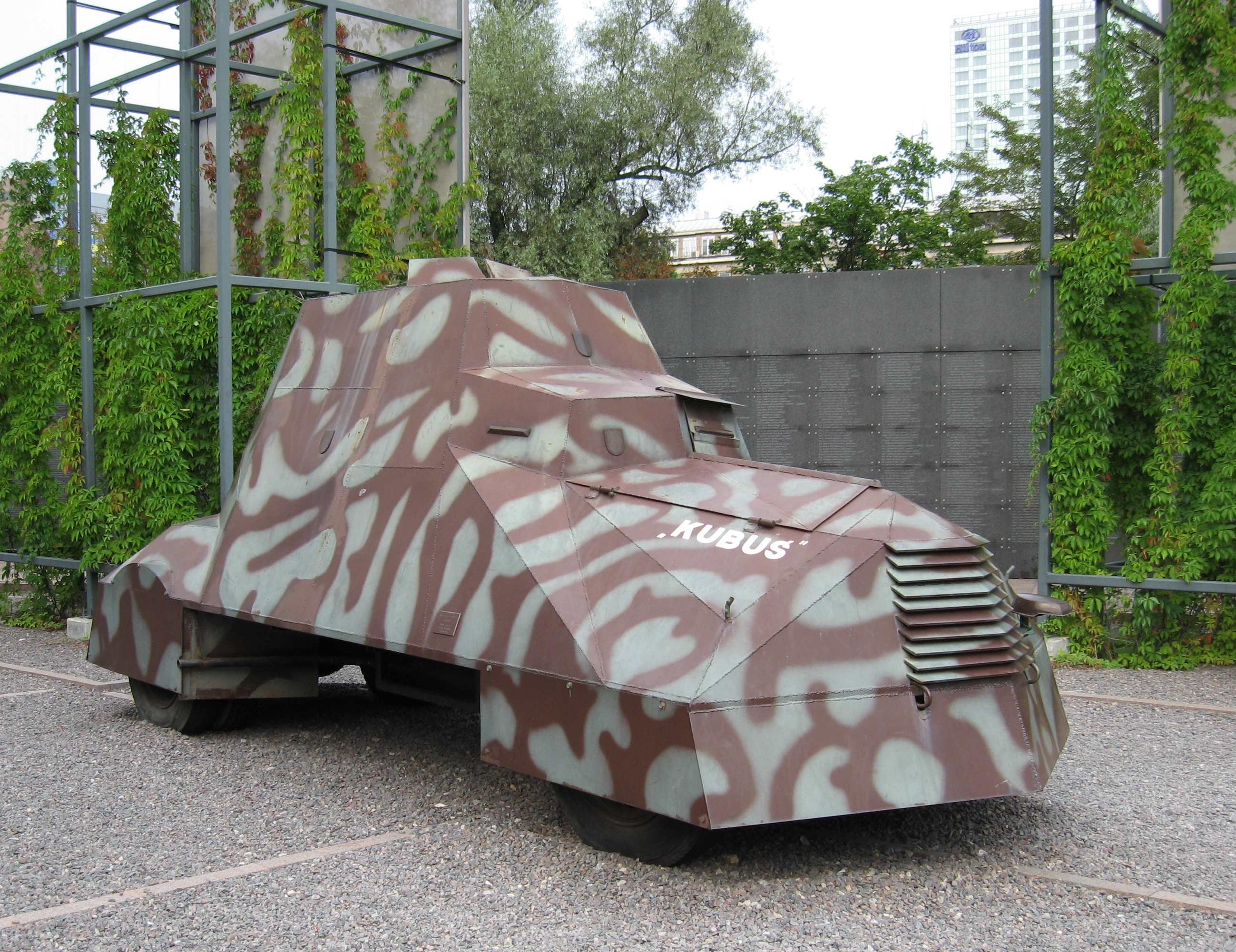
Replika „Kubusia” w Muzeum Powstania Warszawskiego wykonana przez Juliusza Siudzińskiego

„Kubuś“ – samochód pancerny konstrukcji polskiej, zbudowany i użyty w czasie powstania warszawskiego. Z uwagi na jego przeznaczenie, był to właściwie transporter opancerzony. 

## Historia
Decyzja o budowie pojazdu została podjęta 8 sierpnia 1944 roku. Samochód powstał w warsztacie samochodowym Stanisława Kwiatkowskiego na rogu ulic Tamka i Topiel. Szefem zespołu budującego pojazd był Józef Fernik ps. Globus. Elektrownia Warszawska przekazała na cele projektu samochód ciężarowy Chevrolet, blachy, kątowniki, sprzęt spawalniczy i elektryczny oraz elektrody. Pozostałe niezbędne materiały grupa budująca pojazd pozyskała we własnym zakresie. 
Pojazd został pomalowany przez Stanisława Kopfa ps. Malarz w brązowo-szare łaty. W czasie uroczystości jego „chrztu”, w którym uczestniczyli członkowie dowództwa zgrupowania „Krybar” i jego oddziału „Elektrownia”, nadano mu imię „Kubuś”.
23 sierpnia 1944 roku razem z transporterem „Jaś” (przemianowanym później na „Szarego Wilka”) „Kubuś” wziął udział w ataku na Uniwersytet Warszawski. Drugi atak na uniwersytet − również nieudany − został przeprowadzony 2 września 1944 roku.
6 września 1944 roku, po wyczerpaniu się zapasów amunicji w czasie osłaniania odwrotu powstańców z Powiśla, pojazd został unieruchomiony i spalony. Przed spaleniem wymontowano z niego karabin maszynowy. Wyprowadzenie „Kubusia” z Powiśla uniemożliwiły barykady przegradzające ulice.
Po wojnie kadłub pojazdu (bez podwozia) przetransportowano do Muzeum Wojska Polskiego w Warszawie. W 1967 roku z inicjatywy Józefa Fernika został on wyremontowany; zamontowano w nim wtedy podwozie pochodzące z radzieckiej ciężarówki. W latach 90. został − niezgodnie z oryginałem − pomalowany w ciemnoszare łaty na jaśniejszym tle. W związku z 60. rocznicą powstania w pracowni Juliusza Siudzińskiego wykonano także replikę „Kubusia”, która od lipca 2004 jest eksponowana na terenie Muzeum Powstania Warszawskiego.

## Dane taktyczno-techniczne
- Podwozie: samochód ciężarowy Chevrolet model 157 o ładowności 3 ton wytwórni Samochodów „Lilpop, Rau i Loewenstein” S.A. w Warszawie. Właścicielem auta była Elektrownia Warszawska[1].
- Załoga: dowódca (plut. pchor. Tadeusz Zieliński „Miś”), kierowca, 10 żołnierzy desantu; w skład załogi pojazdu wchodził m.in. jako strzelec pisarz Krzysztof Boruń[6].
- Uzbrojenie: rkm DP kal. 7,62 mm, miotacz ognia wzór K, granaty ręczne oraz broń osobista desantu.
- Konstruktor: Walerian Bielecki ps. „Jan”[7][8].